# Euproserpinus
Euproserpinus là một chi bướm đêm thuộc họ Sphingidae.

## Các loài
- Euproserpinus euterpe - Edwards 1888
- Euproserpinus phaeton - Grote & Robinson 1865
- Euproserpinus wiesti - Sperry 1939